# Базини, Базинио
Базинио Базини, Базинио Пармский (итал. Basinio Basini, Basinio da Parma, Basinus Parmensis, 1425, Веццано близ Пармы — 24 или 25 мая 1457, Римини, Эмилия-Романья) — итальянский поэт, гуманист эпохи Возрождения.

## Биография
Базинио родился в замке Тиццано да Винченцо ди Базино (castello di Tizzano da Vincenzo di Basino), в семье оруженосца мантуанского происхождения, состоявшего на службе у Оттобуоно де Терци в Парме. Начав учёбу в Парме, он продолжил занятия в Мантуе, где стал учеником Витторино да Фельтре. После смерти Витторино 2 февраля 1446 года Базинио последовал в Феррару, где начал изучение греческого языка с Теодором Газой и, скорее всего, встретил Гуарино из Вероны, обучавшего его латыни. На него оказали влияние оба учителя. Согласно Теодору, правильно выучить латынь можно, только если знать греческий язык. Базинио, восхищаясь Гомером, придерживался этой точки зрения.
В Ферраре Базинио познакомился с герцогом Лионелло д’Эсте, жил при дворе и вошёл в круг переводчиков и поэтов. Именно там он осуществил первые поэтические опыты: двенадцать элегий, каждая из которых следует классическим образцам. Кроме того, он создал тексты, которые теперь обобщены под названием «Разные стихотворения» (лат. Сarmina varia). К ним относятся письма в поэтической форме (эпистулы) и небольшие тексты со ссылками на Гомера.
В 1447 году Базини отправился с дипломатической миссией в Милан. После смерти миланского герцога Филиппо Мария Висконти его преемником должен был стать Франческо I Сфорца. Миссия Базини заключалась в переговорах об освобождении Пармы от зависимости Милана (окончилась неудачно).
Первая поэма Базини — «Мелеагр» (в древнегреческой мифологии — охотник на калидонского вепря) — посвящена заядлому охотнику Лионелло д’Эсте. Предположительно, в награду за поэму Базини в 1448 году получил придворную должность преподавателя греческого и латинского языков.
В 1449 году Базини переехал в Римини ко двору Сиджизмондо Малатеста, где своими стихотворениями привлёк внимание придворного поэта Джусто да Вальмонтоне. При дворе в Римини в то время велись интеллектуальные споры о значении и влиянии на итальянскую культуру греческого языка. Базинио да Парма встретился там с двумя противниками греческого языка: Порселио Пандони и Томмазо Сенека да Камерино.
В Римини Базини написал большую часть эпического романа «Книга Изотты» («Liber Isottaeus», от имени возлюбленной герцога Изотта дельи Атти) и своего главного произведения «Гесперида» (Hesperis) — эпической поэмы в тринадцати книгах, посвящённых подвигам властителя Римини, герцога Сиджизмондо Малатесты.
24 мая 1457 года Базинио Базини написал завещание, в котором выразил желание, чтобы его похоронили в церкви Сан-Франческо (Темпио Малатестиано), и просил Сиджизмондо Малатеста воздвигнуть ему надгробный памятник с эпитафией, основанной на подражании тексту Энеиды Вергилия: «Parma mihi patria est, sunt sydera carmen et arma» (Моя цель — это моя страна, песня и оружие — звёзды).
Он умер в возрасте 32 лет между 24 и 30 мая 1457 года. Сиджизмондо Малатесте он оставил свою поэму «Гесперида» при условии, что «другим не позволят к ней прикасаться, чтобы исправить её, иначе её следует сжечь или взорвать» и греческую книгу с произведениями Гомера и Аполлония. В его честь названо селение: Борго Басинио Базини (бывшее Тре Ре), а также, в 1951 году, улица в Парме.

## Произведения
- Двенадцать элегий, основанных на классических образцах поэзии Овидия
- «Различные стихотворения» (Carmina varia), в том числе письма, со ссылками на Гомера
- «Мелеагр». Поэма в 3-х книгах (2425 стихов), посвящённая Лионелло д’Эсте. 1447 или 1448
- «Изоттея» (Isottaeus) — псевдоэпистолярное произведение, сочинённая автором переписка с элементами панегирика между Изоттой дельи Атти и Сиджизмондо Малатестой
- «Астрономикон» (Astronomicon), дидактическая поэма в 2-х книгах. 1455
- «Гесперида» (Hesperis). Эпическая поэма в 13-ти книгах о сражениях между Сиджизмондо Малатеста и Альфонсом V Арагонским. До 1457 г.
- «Аргонавтика» (Argonautica). Незаконченная поэма. 1457